# Bocage humide de Cadaujac et Saint-Médard-d'Eyrans
Bocage humide de Cadaujac et Saint-Médard-d'Eyrans este o arie protejată (sit de importanță comunitară — SCI) din Franța întinsă pe o suprafață de 1.589 ha, integral pe uscat.

## Localizare
Centrul sitului Bocage humide de Cadaujac et Saint-Médard-d'Eyrans este situat la coordonatele 44°45′37″N 0°31′39″W / 44.76029°N 0.52756°V.

## Înființare
Situl Bocage humide de Cadaujac et Saint-Médard-d'Eyrans a fost declarat arie specială de conservare în baza directivei 92/43 din 1992 referitoare la conservarea habitatelor naturale și a faunei și florei sălbatice pentru a proteja 10 specii de animale.

## Biodiversitate
Situată în ecoregiunea atlantică, aria protejată conține 5 habitate naturale: Liziere de ierburi înalte hidrofile de câmpie și de nivel montan până la alpin, Fânețe de joasă altitudine (Alopecurus pratensis, Sanguisorba officinalis), Păduri aluvionare cu Alnus glutinosa și Fraxinus excelsior (Alno-Padion, Alnion incanae, Salicion albae), Cursuri de apă de la nivel de câmpie la nivel montan, cu vegetație Ranunculion fluitantis și Callitricho-Batrachion, Păduri mixte riverane de Quercus robur, Ulmus laevis și Ulmus minor, Fraxinus excelsior sau Fraxinus angustifolia, de-a lungul marilor râuri (Ulmenion minoris).
La baza desemnării sitului se află mai multe specii protejate:
- mamifere (3): vidră de râu (Lutra lutra), nurcă (Mustela lutreola), liliac comun (Myotis myotis)
- nevertebrate (5): croitorul mare al stejarului (Cerambyx cerdo), Coenagrion mercuriale, rădașcă (Lucanus cervus), fluturele purpuriu (Lycaena dispar), Oxygastra curtisii
- pești (1): cicar (Lampetra planeri)
- reptile (1): țestoasa de baltă (Emys orbicularis)

Pe lângă speciile protejate, pe teritoriul sitului au mai fost identificate 6 specii de plante, 7 specii de păsări, 1 specie de amfibieni, 1 specie de mamifere, 2 specii de nevertebrate, 2 specii de pești.